# Arcturus (Band)

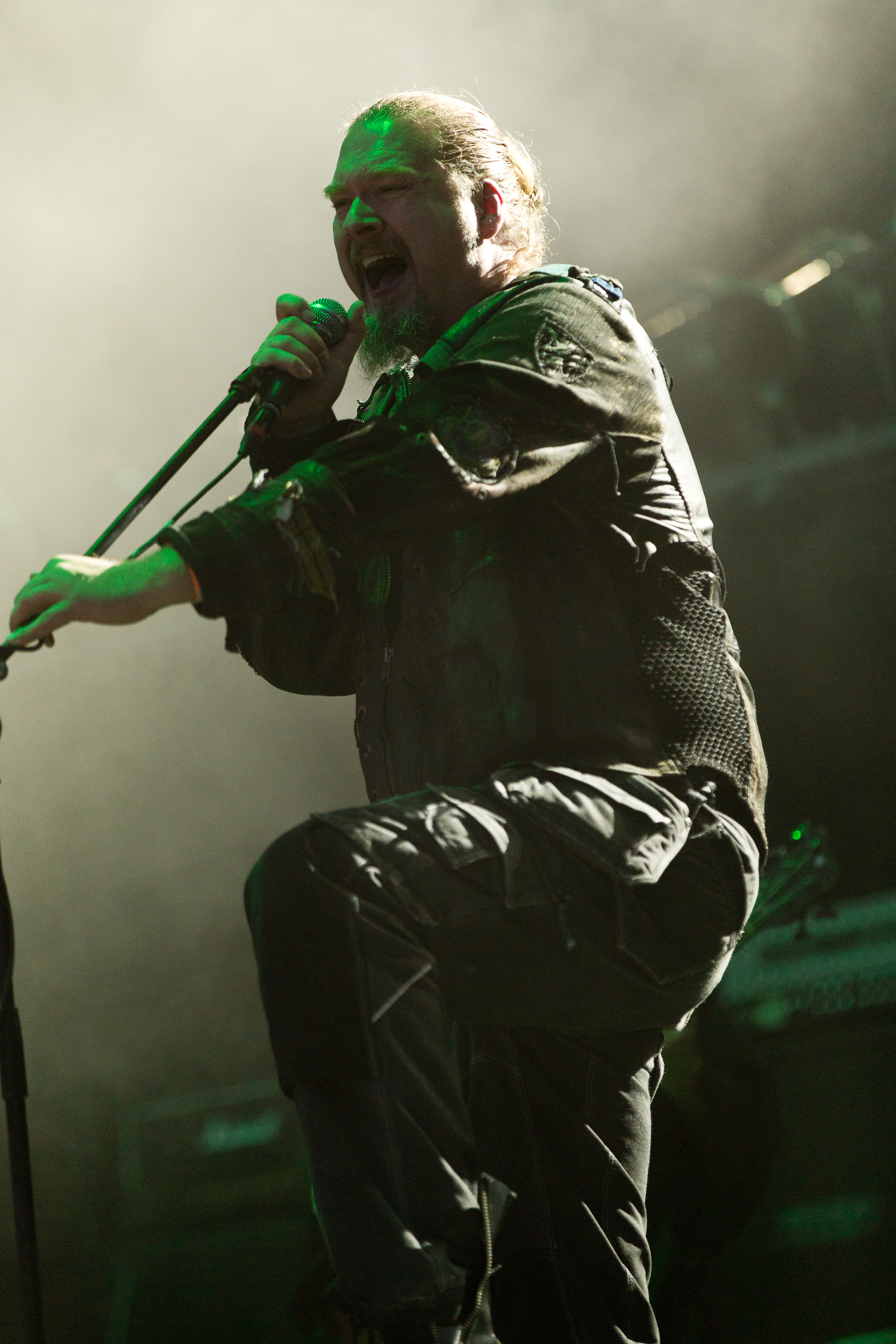
Sänger Simen „ICS Vortex“ Hestnæs 2016

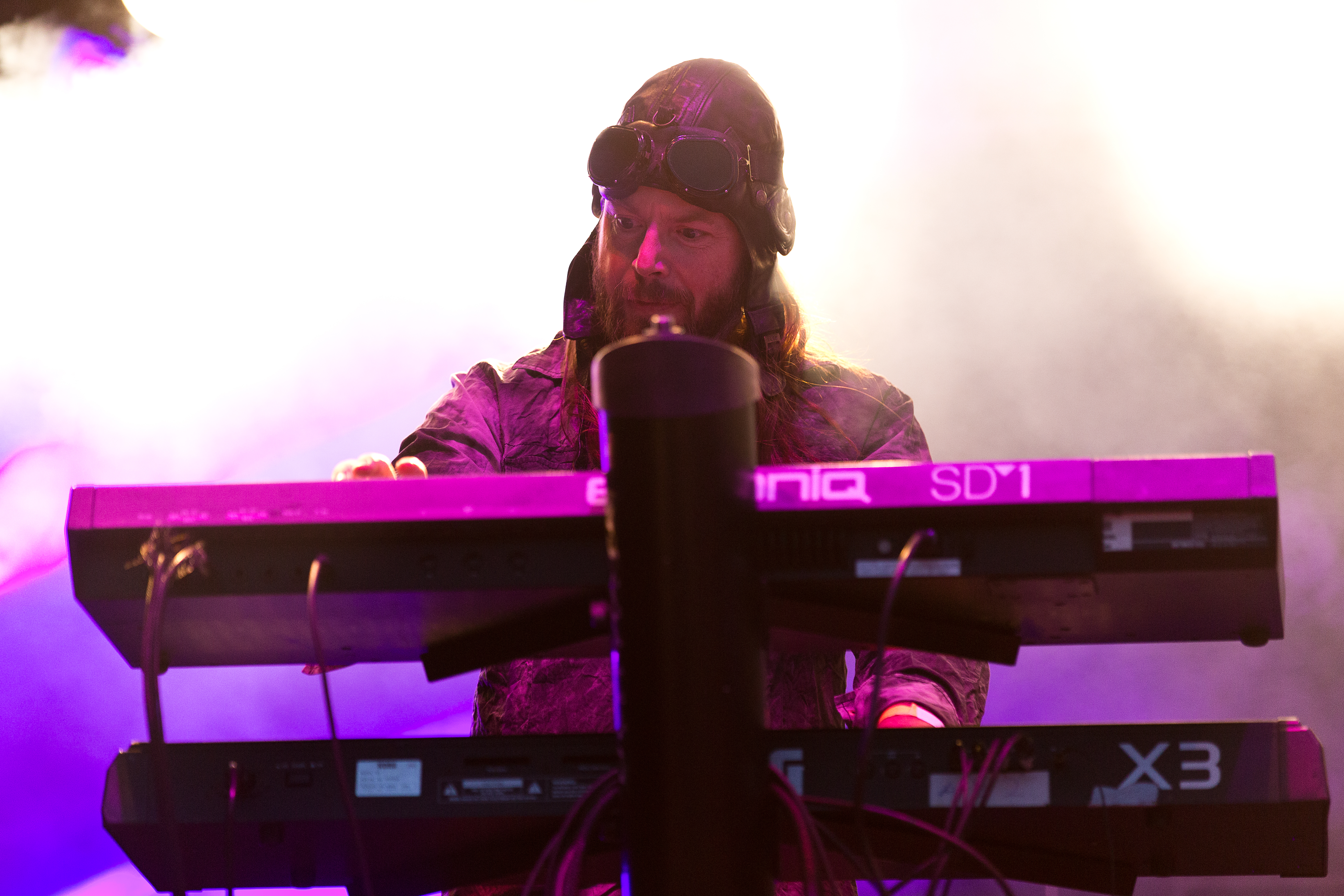
Keyboarder Steinar „Sverd“ Johnsen 2016

Arcturus ist eine norwegische Progressive-/Avant-Garde-/Black-Metal-Band, die 1987 unter dem Namen Mortem gegründet wurde. 1990 änderte die Band den Namen in Arcturus (den lateinischen Namen eines Sterns im Sternbild Bärenhüter, siehe Arktur). An der Band beteiligt waren im Laufe der Jahre unter anderem Mitglieder von Mayhem, Emperor, Ulver und Dimmu Borgir.
Im April 2007 erklärte die Band offiziell ihre Auflösung, kam jedoch im Jahr 2011 wieder zusammen. Eine Besetzung unter dem Namen Mortem wurde 2018 reformiert.

## Geschichte

### Anfänge als Mortem
Marius Vold, Steinar „Sverd“ Johnsen und Jan Axel „Hellhammer“ Blomberg gründeten 1987 die Band Mortem. Die einzige Veröffentlichung dieser Band war eine vom Mayhem-Gitarristen Øystein „Euronymous“ Aarseth produzierte Demoaufnahme mit dem Titel Slow Death, welche zuerst als Kassette und 1989 vom französischen Label Putrefaction Records als 7”-EP veröffentlicht wurde.

### Erste Veröffentlichungen als Arcturus
Im Jahr 1990 benannte sich die Band in Arcturus um. Noch in der Mortem-Originalbesetzung wurde die erste EP My Angel aufgenommen und 1991 ebenfalls über Putrefaction Records veröffentlicht. Sverd spielte für diese EP zusätzlich zur Gitarre auch Keyboard ein. Danach ruhten die Bandaktivitäten zunächst, da Vold ausstieg und mit Snorre Ruch die Band Stigma Diabolicum gründete, und Johnsen kein Interesse mehr hatte, Gitarre zu spielen, sondern sich lieber auf die Keyboards konzentrieren wollte.
Im Jahr 1993 rekrutierte die Band Tomas „Samoth“ Haugen von Emperor als neuen Gitarristen und Kristoffer „Garm“ Rygg von Ulver als neuen Sänger. Die Band nahm ihre zweite EP Constellation auf und veröffentlichte sie über Samoths Plattenfirma Nocturnal Art; die EP sollte nur der Promotion des geplanten Albums dienen und wurde deshalb auf 500 Exemplare limitiert. Samoth verließ 1994 die Band wegen einer Haftstrafe und anderer musikalischer Prioritäten. Er wurde durch Carl August Tidemann ersetzt, und zusammen mit dem Ulver-Bassisten Hugh Steven James „Skoll“ Mingay wurde das Debütalbum Aspera hiems symfonia aufgenommen. Nach den Aufnahmen stieg Tidemann wieder aus, ersetzt wurde er durch Knut Magne Valle. Das Album bestand aus überarbeitetem Material der Constellation-EP und aus neuen, englischsprachigen Liedern. Veröffentlicht wurde es über Ancient Lore Creations und in den USA als Lizenzpressung über Century Media. Im Herbst 1995 gab die Band ein Konzert zur Veröffentlichung des Albums.

### Einbezug progressiver und experimenteller Stilelemente
Ende 1996 wurde mit den Aufnahmen für das Konzeptalbum La Masquerade Infernale begonnen, sie dauerten beinahe sechs Monate. Es wirkten ein Streichquartett und als Gastsänger Simen „ICS Vortex“ Hestnæs mit. Sechs der Stücke wurden 1999 neu gemischt und zusammen mit einer Neuaufnahme und einem neuen Lied auf dem Tonträger Disguised Masters veröffentlicht.
Erst 2000 wurden Arcturus wieder aktiv und begannen mit den Aufnahmen zum nächsten Album The Sham Mirrors, das im April 2002 über Ad Astra Enterprises erschien. Für den deutschsprachigen Raum wurde das Album an Prophecy Productions, für die USA an The End Records lizenziert. Aufgenommen wurde erneut in einer anderen Besetzung, nun mit Dag F. Gravem als Bassisten. Diese Besetzung wurde durch Hugh Mingay, Vegard „Ihsahn“ Tveitan (Emperor) und den Hornisten Mathias Eick als Gastmusiker ergänzt. Arcturus erreichten mit dem Album eine Platzierung in den finnischen Charts.
Im selben Jahr veröffentlichte Candlelight Records auf einer Doppel-CD neu gemasterte Versionen von My Angel, Constellation und Aspera hiems symfonia sowie die bislang unveröffentlichten Lieder The Deep Is the Skies und Cosmojam.

### Ausstieg Ryggs und Auflösung
Kristoffer Rygg verließ die Band im Jahr 2003 und wurde durch Øyvind Hægeland von Spiral Architect ersetzt. Mit ihm trat die Band im selben Jahr auf dem Southern Discomfort Festival in Kristiansand und dem Hole in the Sky in Bergen auf, 2004 spielten Arcturus auf einer kurzen Tournee in Ungarn, Deutschland, Italien und Griechenland. Hægeland verließ die Band wegen beruflicher Verpflichtungen jedoch im selben Jahr wieder; sein Nachfolger wurde Simen Hestnæs. Im Dezember 2004 ging die Band erneut ins Studio, um ihr folgendes Album zu produzieren. Im Januar 2005 trat sie erstmals mit Hestnæs live auf; im September erschien das vierte Studioalbum Sideshow Symphonies, gefolgt von einer Europatournee im Oktober. Das erste Konzert vor Beginn dieser Tournee fand am 24. September im Rockefeller in Oslo statt und wurde für eine im Mai 2006 erschienene Live-DVD mitgeschnitten. Diese trägt den Titel Shipwrecked in Oslo, der auf das Lied Shipwrecked Frontier Pioneer vom Album Sideshow Symphonies anspielt.
Wie am 17. April 2007 bekannt wurde, hatte Sänger Simen Hestnæs bei einem Auftritt in Melbourne mit den Worten „Welcome to the last show ever of Arcturus!“ das Ende der Band angekündigt. Die Band veröffentlichte auf ihrer Homepage eine Stellungnahme, der zufolge diese Entscheidung einige Zeit zuvor getroffen wurde, da die Mitglieder aufgrund weiterer Verpflichtungen in ihrer Karriere und ihrem Leben nicht die Zeit zur Fortführung Arcturus’ hätten.

### Rückkehr
Nach seiner Trennung von Dimmu Borgir kündigte Hestnæs im September 2009 an, mit den anderen ehemaligen Arcturus-Mitgliedern über eine Wiedervereinigung der Band zu sprechen. Ein Jahr später kündigte er an, die Reunion-Show beim ProgPower USA Festival 2011 spielen zu wollen, sagte den Auftritt jedoch später ab. Im Jahr 2012 trat die Band u. a. beim Inferno Metal Festival Norway und beim Hellfest-Festival auf, mehrere weitere Festival-Auftritte folgten in den Jahren danach. Im Januar 2013 gaben Arcturus bekannt, dass ein neues Album geplant sei, im Januar 2015 wurde vermeldet, dass es fertiggestellt sei. Es erschien schließlich unter dem Titel Arcturian am 4. Mai 2015 über Prophecy Productions.
Die beiden EPs aus den 1990er Jahren, die ersten drei Alben und das Remixalbum Disguised Masters wurden 2021 zusammen mit einigen Proberaum-, Live- und anderen unveröffentlichten Aufnahmen in der 6-LP- bzw. 7-CD-Box Stars and Oblivion ebenfalls von Prophecy Productions aufgelegt.

### Mortem 2018
Die Gründungsmitglieder Marius Vold und Steinar Johnson formierten 2018 außerdem eine Besetzung unter dem ursprünglichen Bandnamen Mortem, Bassist wurde Tor Stavenes von 1349 und Schlagzeuger das weitere Gründungsmitglied Jan Axel Blomberg. In den sozialen Medien wurden ein Festivalauftritt und ein Album für August bzw. September 2019 angekündigt. Ravnsvart erschien bei Peaceville Records. Beim selben Label erschien 2022 eine Neuauflage inklusive Neuaufnahme des Demos Slow Death.

## Stil
Mortems Musikstil orientierte sich am Death Metal, auch auf der nach der Umbenennung aufgenommenen EP My Angel spielte die Band einen langsamen, repetitiven Death-Metal-Stil. Der Black Metal auf Constellation und dem Debütalbum war symphonisch und die Texte teilweise in norwegischer Sprache.
La Masquerade Infernale stellte ein Konzeptwerk über den Fauststoff und insbesondere die Rolle des Mephistopheles dar. Durch den Einsatz eines Streichquartetts und anderer klassischer Instrumente (Querflöte, Waldhorn) entstand ein eigenständiger und stark vom Black Metal wegführender theatralischer Stil. Insgesamt gilt das Album als Klassiker des avantgardistischen Metals; sowohl die Band selbst als auch Archaon von 1349 bezeichneten es als „wahnsinnig innovativ“. Disguised Masters enthielt klassische, progressive, elektronische und experimentelle Remixe von La Masquerade Infernale.
Auch The Sham Mirrors war wieder modern und eigenwillig, zeigte aber durchaus Anleihen beim ersten Album und gängigeren Progressive- und Black-Metal-Strömungen. Das vierte Studioalbum Sideshow Symphonies kann stilistisch als relativ ruhiges Amalgamat der drei Vorgänger betrachtet werden; Arcturian führte diesen Weg fort, war allerdings wieder härter und abwechslungsreicher. Ravnsvart der Besetzung unter dem Namen Mortem orientierte sich stilistisch am Black Metal.

## Diskografie

### Studioalben
- 1996: Aspera hiems symfonia
- 1997: La Masquerade Infernale
- 2002: The Sham Mirrors
- 2005: Sideshow Symphonies
- 2015: Arcturian
- 2019: Ravnsvart (als Mortem)

### Kompilationen
- 1999: Disguised Masters (Remixes)
- 2002: Aspera hiems symfonia/Constellation/My Angel (Kompilation)
- 2021: Stars and Oblivion – Complete Works 1991–2002 (Kompilation)
- 2022: Slow Death (Neuauflage und Neuaufnahme des Demos, als Mortem)

### Livealben
- 2006: Shipwrecked in Oslo (Live-DVD)

### EPs und Demos
- 1989: Slow Death (Demo, als Mortem)
- 1990: Promo 90 (Demo)
- 1991: My Angel (EP)
- 1994: Constellation (EP)